# St. Galler Stickerei

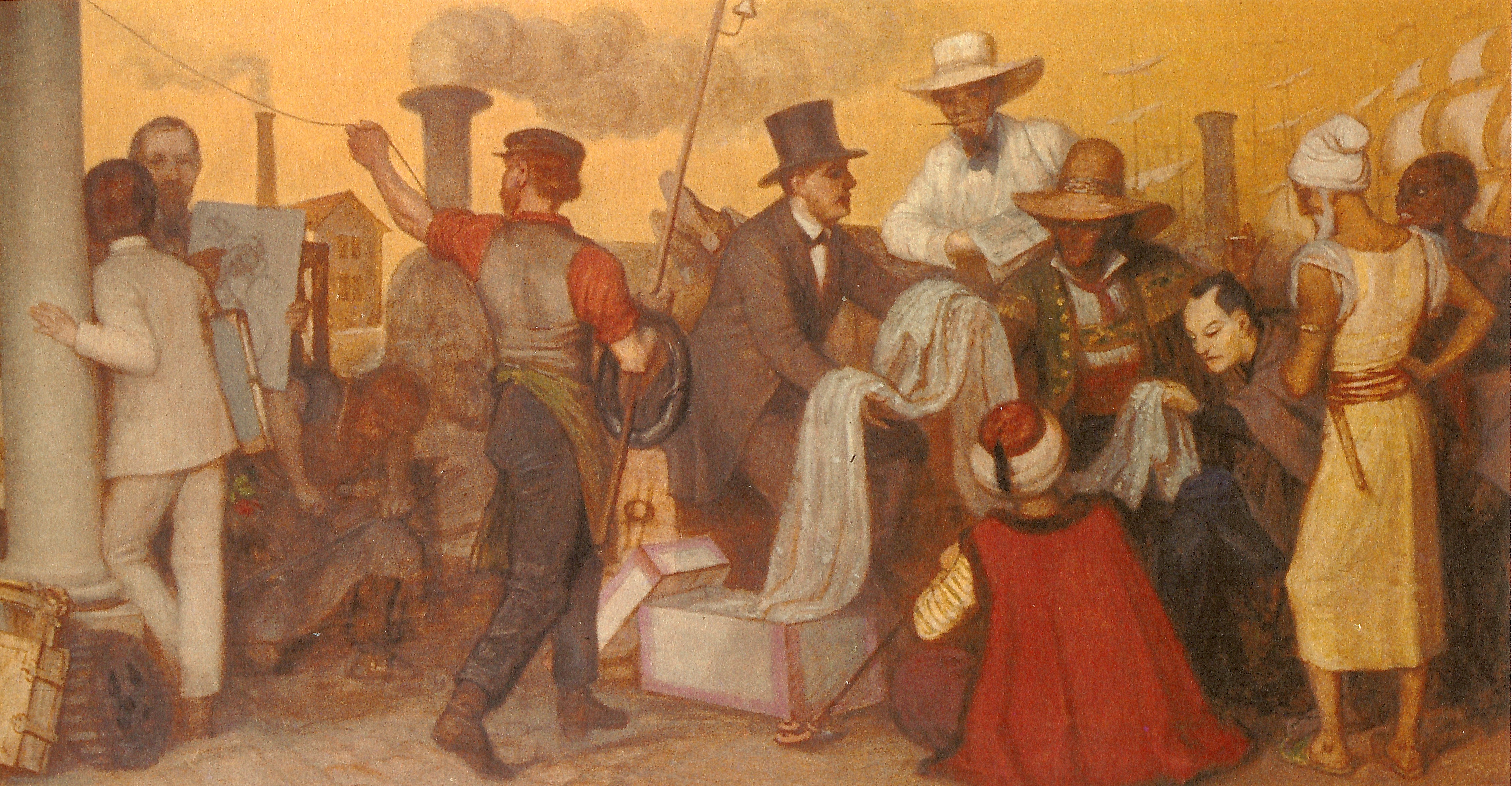
Handel und Industrie in St. Gallen, von Emil Rittmeyer, Öl auf Leinwand, 1881. Das Bild zeigt den Stickereiwelthandel am Ende des 19. Jahrhunderts. Links an der Säule stehen die Designer der Stickmuster, daneben Fabrikkamine und eine Lokomotive. Der Telegraphenbauer in der Mitte weist auf die älteste Schweizer Telegraphenleitung von St. Gallen nach Zürich hin (1852). Auf der rechten Seite wird den Vertretern aller Erdteile vom Exporteur die Stickerei präsentiert.

Die Argentinierin Dolores van der Horst in ihrer Hochzeitsrobe, 1898

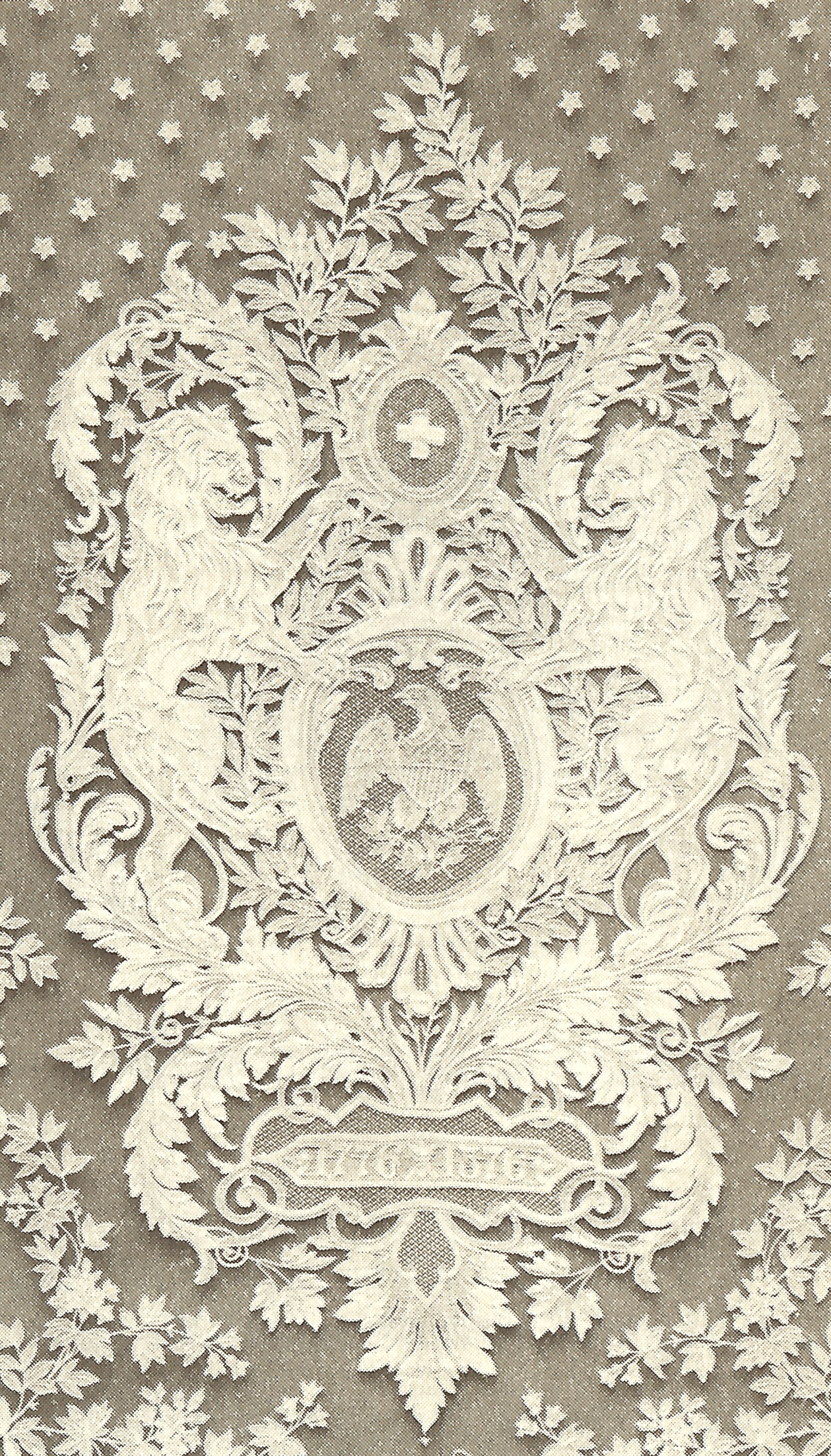
Ausschnitt aus einer für die Weltausstellung 1876 in Philadelphia geschaffenen Store zum Motiv der 100-Jahr-Feier der amerikanischen Verfassung. Löwen mit Wappenkartuschen der Schweiz und der Vereinigten Staaten. Kettenstich mit Baumwollapplikation auf Maschinentüll.

Als St. Galler Stickerei bezeichnet man Stickerei-Erzeugnisse aus Stadt und Region St. Gallen. Diese Region war einst eines der weltweit wichtigsten und grössten Herstellungs- und Exportgebiete von Stickereiprodukten. Um 1910 war die Stickereiproduktion mit 18 Prozent der grösste Exportzweig der Schweizer Wirtschaft und über 50 Prozent der Weltproduktion kam aus St. Gallen. Mit dem Beginn des Ersten Weltkrieges fiel die Nachfrage nach dem Luxusgut sprunghaft zurück. Dadurch wurden sehr viele Beschäftigte arbeitslos, was zur grössten Wirtschaftskrise der Region führte. Heute hat sich die Stickereiindustrie wieder einigermassen erholt, die ehemalige Grösse hat sie jedoch nie mehr erreicht. Dennoch gelten die St. Galler Spitzen noch immer als beliebtes Ausgangsmaterial für teure Kreationen der Pariser Haute Couture.

## Geschichte

### Anfänge
Erste Zahlen sprechen davon, dass es in der St. Galler Stickereiindustrie bereits Ende des 18. Jahrhunderts bis zu 100'000 Beschäftigte gab, lange vor der Erfindung der Handstickmaschine. Diese Zahl dürfte etwas übertrieben sein, dennoch ist sie ein Anzeichen für die Bedeutung der Stickerei in der Ostschweiz. Der Bedeutungszuwachs der Stickerei ging einher mit dem Niedergang der Leinwandindustrie, insbesondere in der Stadt St. Gallen selbst. Die Leinwandindustrie wurde nachhaltig geschwächt durch die von Peter Bion eingeführte Baumwollindustrie und die ausländische Konkurrenz. Wer in der Baumwollindustrie kein Auskommen mehr fand, wich auf die Stickerei aus. Spätestens während der Kontinentalsperre um 1810 geriet dann auch die Baumwollindustrie stark ins Hintertreffen. Die General-Societät der englischen Baumwollspinnerei in St. Gallen, die 1801 als erste Aktiengesellschaft der Schweiz gegründet wurde, musste bereits 1817 wegen Geldmangels wieder schliessen.

### Erste Stickmaschinen

Eine Handstickmaschine, etwa ums Jahr 1870

Die grosse Blüte der Stickereiindustrie begann im Jahr 1828 mit der Erfindung der Handstickmaschine durch Josua Heilmann von Mülhausen. Bereits ein Jahr später erwarb Franz Mange (1776–1846) zwei solcher Maschinen von Heilmann unter der Bedingung, dass dieser keine weiteren Maschinen in die Schweiz oder deren näheren Umgebung verkaufen dürfe ohne Einverständnis Manges. Allerdings erlaubte Mange der Maschinen-Werkstätte und Eisengießerey, die Michael Weniger kurz zuvor in St. Georgen eröffnet hatte, die Herstellung solcher Maschinen. Er selbst hatte an der Verbesserung der Konstruktion mitgearbeitet und bereits mehrere Maschinen ins Ausland exportiert, allerdings ohne nachhaltigen Erfolg für die dortige Industrie, besonders auch, da die Maschinen noch nicht ausgereift und dadurch nicht markttauglich waren. 1839 ging Manges Geschäft an seinen Schwiegersohn Bartholome Rittmeyer (1786–1848) über, kurz danach an dessen Sohn Franz Rittmeyer (1819–1892). Zusammen mit seinem Mechaniker und dank der Unterstützung durch Anton Saurer schaffte dieser es, die Maschinen so weit zu verbessern, dass die Qualität der maschinell produzierten Stickereien nun annähernd derjenigen von Handstickereien entsprach. Die verbesserten Handstickmaschinen wurden ab 1852 in Serie hergestellt, unter anderem auch in der Maschinen-Werkstätte und Eisengießerey. Bis 1875 wurden über 1500 Stück produziert.
Diese Maschinen von damals hatten den Nachteil, dass mit ihnen nur bandähnliche Stickereien hergestellt werden konnten. Die gleichzeitige Erfindung der Nähmaschine bot hier jedoch Abhilfe, da nun auch kleinere Stickereien in grossem Stil auf Tücher aufgenäht werden konnten. Ein Hamburger Kaufmann nannte diese neue Methode Hamburghs, um die Konkurrenz bezüglich der Herkunft des Artikels zu täuschen.
Rittmeyer musste seine Fabrikanlagen mehrmals verlegen und erweitern, da die vorhandenen Kapazitäten die dauernd steigende Nachfrage nicht mehr befriedigen konnten. Allein in der 1856 fertiggestellten Stickfabrik in Bruggen (später ins Sittertal verlagert) arbeiteten zeitweise 120 Maschinen.

### Rascher Aufstieg

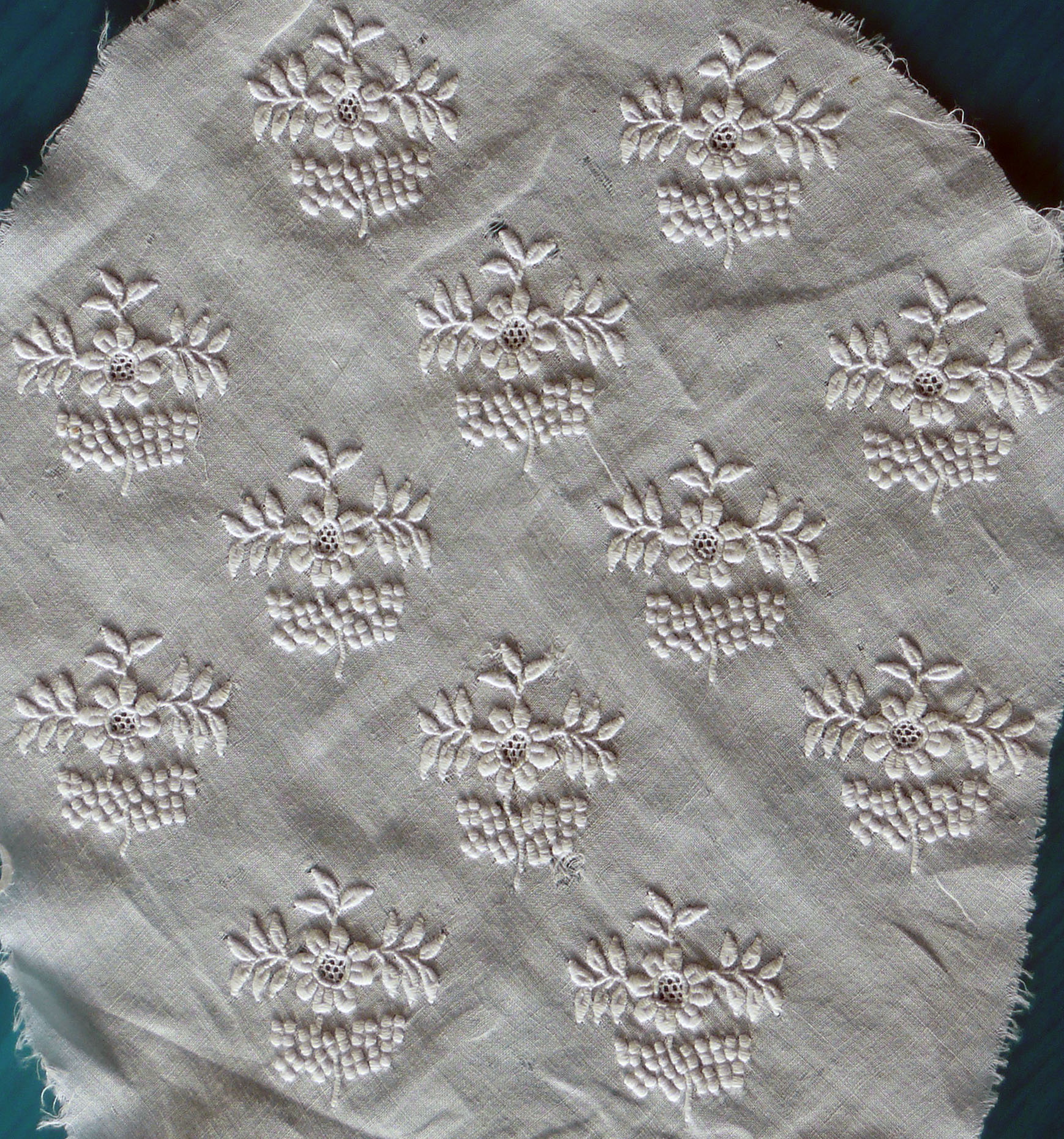
Sehr feines Blumensujet
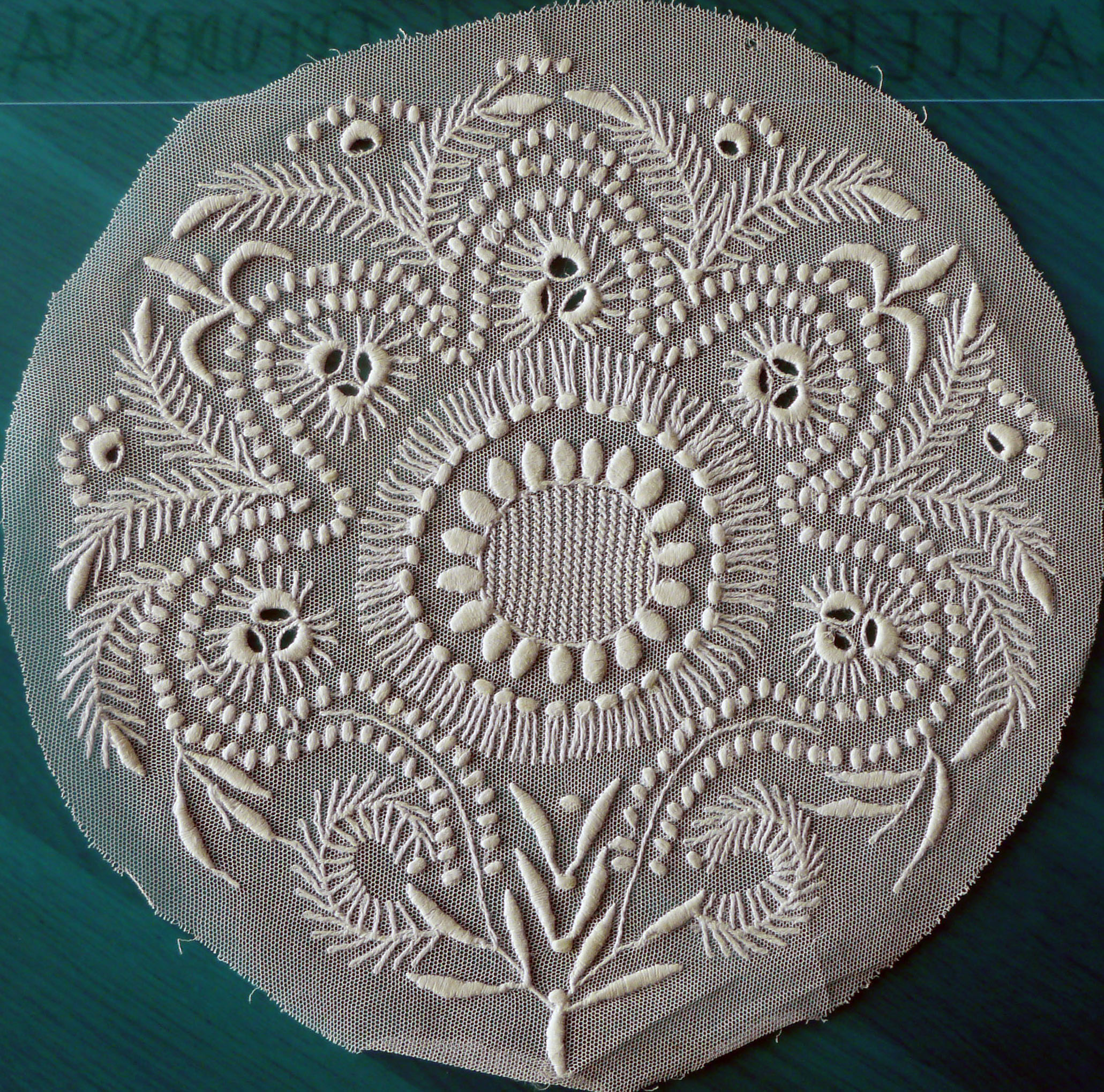
Mittelfeines rundes Sujet
Runde Feinststickerei (Ø 58 mm)
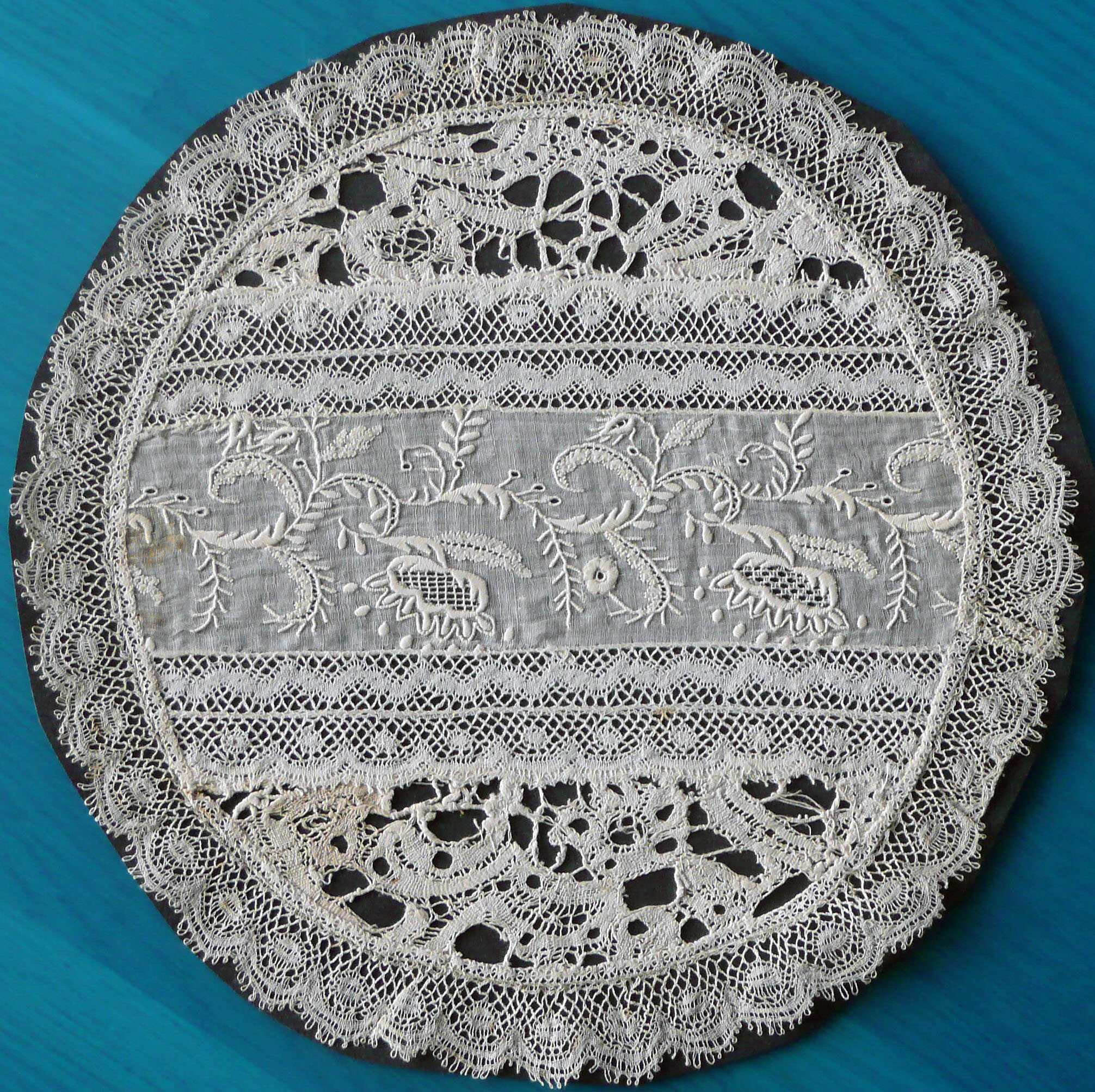
Extrem feine Unterlage
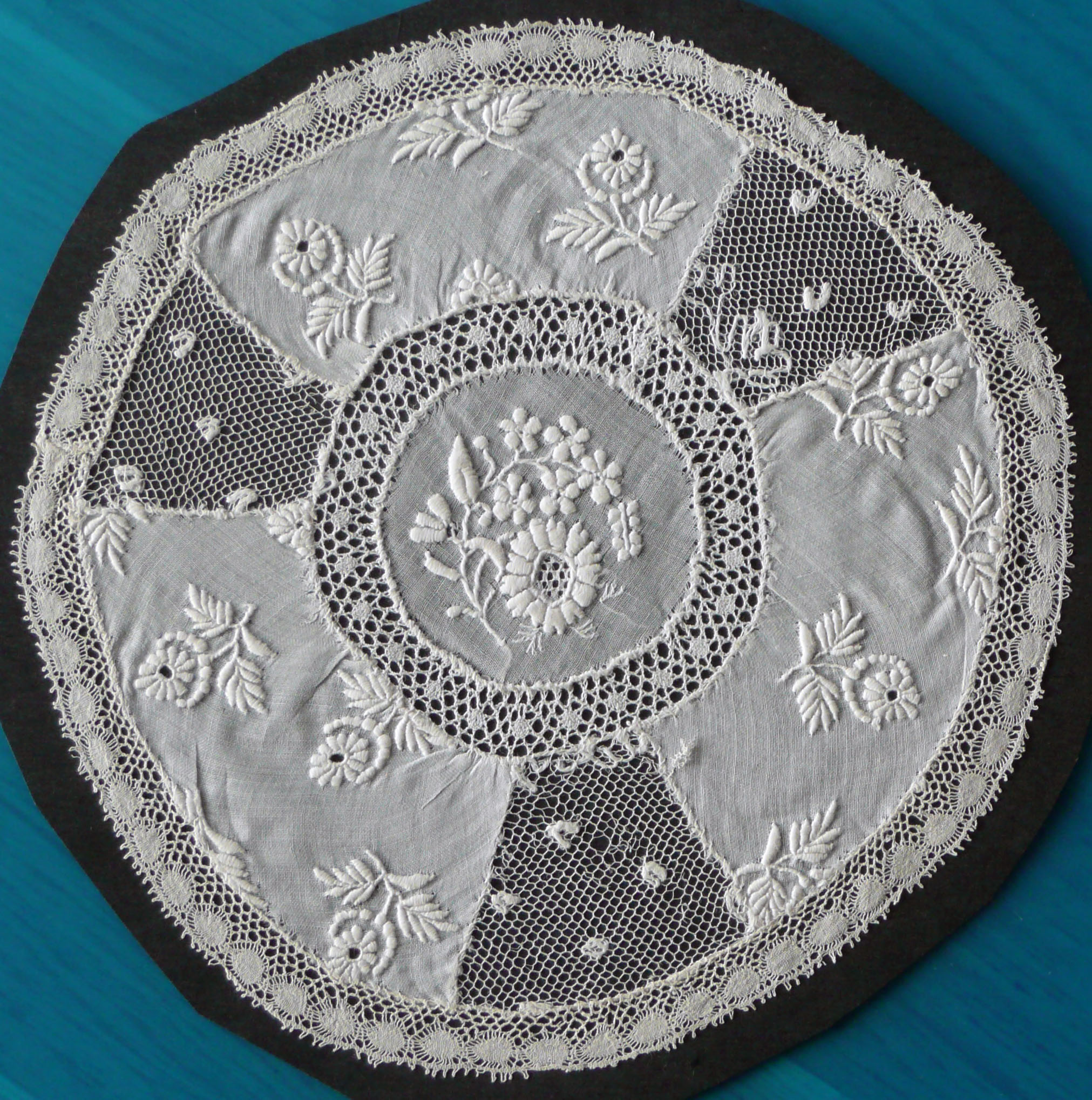
Kreisförmige Unterlage
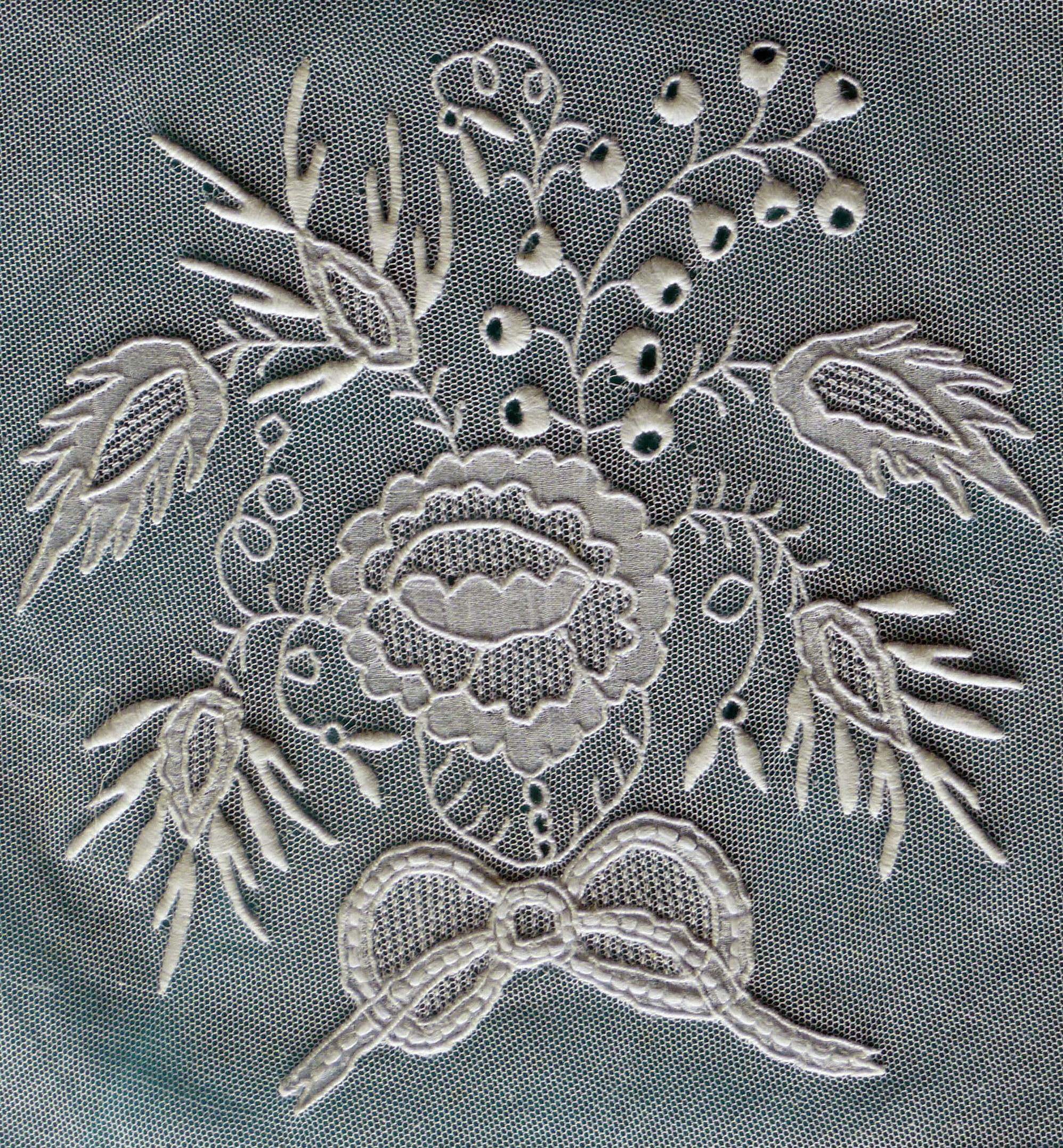
Pflanzenarrangement mit Schleife

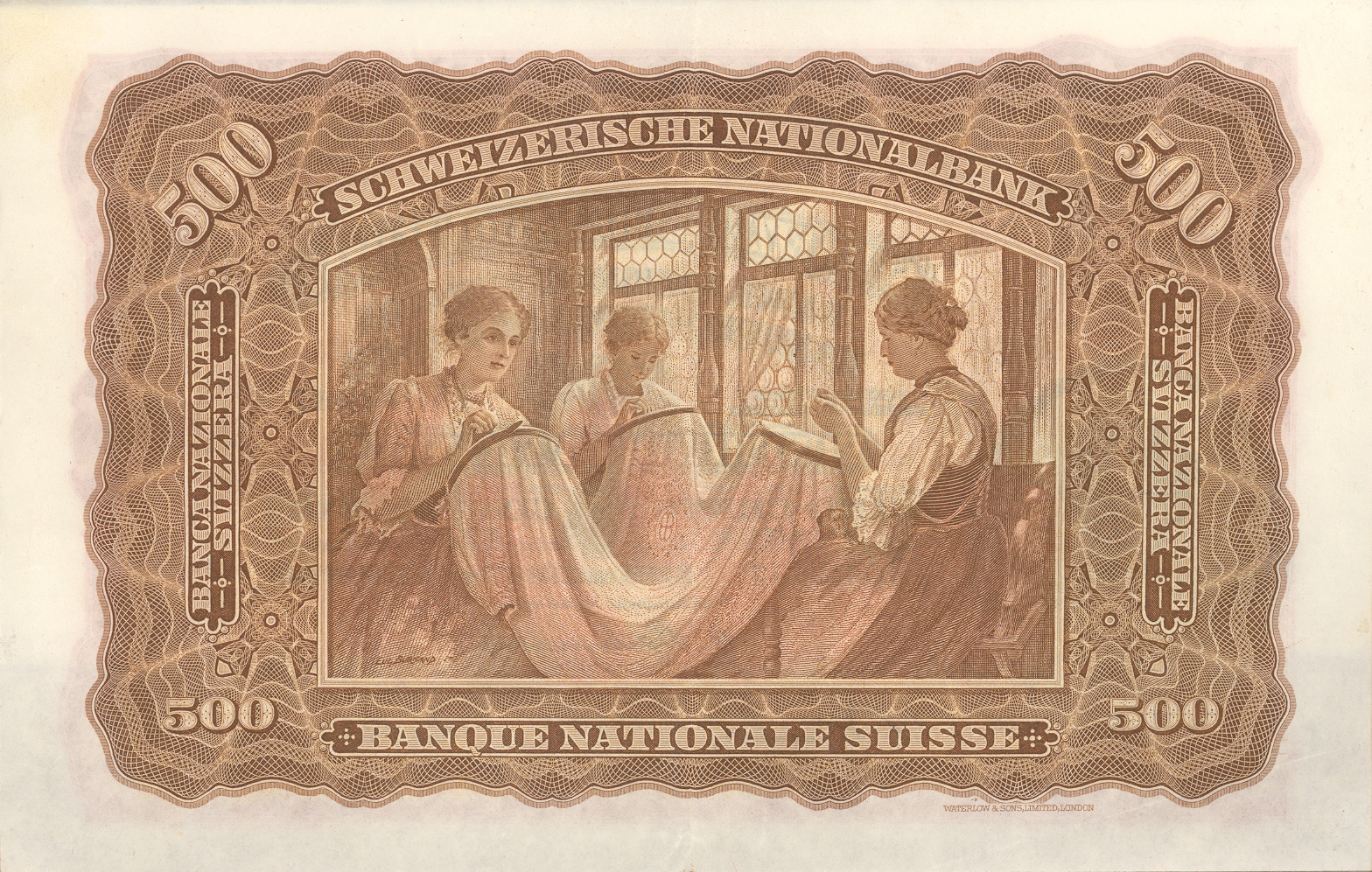
Schweizer 500-Franken-Note der Serie von 1911, nach einem Entwurf von Eugène Burnand.
Dem grossen volkswirtschaftlichen Gewicht der St. Galler Stickerei entsprach ihre Wahl als Motiv für die Banknote mit dem zweithöchsten Nennwert.

Der kometenhafte Aufstieg der St. Galler Stickerei lässt sich nur als glückliches Zusammentreffen wirtschaftlicher, politischer und technischer Gegebenheiten in der zweiten Hälfte des 19. Jahrhunderts erklären. Im politischen Umfeld waren diese das Ende des Amerikanischen Bürgerkriegs und die einsetzende Freihandelspolitik, im wirtschaftlichen Umfeld – unter anderem – die am französischen Hof sehr beliebte Mode des zweiten Rokoko und im technischen Umfeld die Weiterentwicklung der Maschinen.
In den Jahren nach 1860 nahm der Bedarf an Stickereiprodukten so stark zu, dass Stickereien wie Pilze aus dem Boden schossen. Viele Bauern, Handwerker und vormalige Weber liessen sich gegen Anzahlung eine Stickmaschine in ihrem Haus installieren. So wurde die Stickerei bald grösstenteils zur Heimarbeit, als wichtiger Nebenverdienst der Bauern und Handwerker. Dies vorwiegend im Winter, wie dies teilweise schon zuvor in der Leinwand- bzw. Spinnereizeit üblich war. Sowohl für die Heimarbeit-Sticker selbst als auch für die Unternehmer bot das Heimarbeitsmodell bestimmte Vorteile. Für erstere war es besonders der schlechte Ruf der «Fabrik» und die Abhängigkeit von einem einzigen Arbeitgeber, die sie zu dieser Geschäftsform bewegte; für letztere die Möglichkeit, Kapazitäten sehr kurzfristig in Anspruch nehmen zu können und bei Auftragsrückgängen das ganze Risiko auf den Stickern ruhen zu lassen. Die Sticker schätzten auch die Freiheit in der Einteilung ihrer Arbeitszeit sowie die unbeschränkte Ausnützung der Kinderarbeitskraft, besonders seit der Einführung des eidgenössischen Fabrikenarbeitsgesetzes von 1877, das Jugendlichen unter 14 Jahren die Arbeit in Fabriken verbot.
Von der rasanten Entwicklung der Heimstickerei profitierten besonders auch die Kaufleute, die die Rohstoffe importierten, diese an die Sticker verteilten und die Fertigprodukte wieder in alle Welt verkauften. In der Zeit von 1872 bis 1890 nahm die Zahl der in den Kantonen St. Gallen, Appenzell Ausserrhoden und Thurgau installierten Stickereimaschinen von 6'384 auf 19'389 zu, gleichzeitig aber nahm der Anteil der in Fabriken installierten Maschinen von 93 % auf 53 % ab. Der Wert der nach Nordamerika exportierten Waren nahm von 1867 bis 1880 von 3,1 auf über 21 Millionen CHF zu.
Vertreter von Handelshäusern aus Übersee besuchten regelmässig St. Gallen um die Stickerei-Muster auszuwählen und neue Bestellungen aufzugeben. In St. Gallen entstanden ebenfalls Handelshäuser die Stickereimuster-Entwerfer in die wichtigsten Märkte sandten und die produzierte Ware in alle Welt verkauften. Die Speditionsfirma Danzas etwa inserierte grossflächig in Zeitungen und pries sich als «Spezialagentur für den Stickerei-Veredlungs-Verkehr in St. Gallen» mit Post- und Schnelldampfern nach Nordamerika, Ostindien, China, Japan, Australien und verschiedene andere Orte an. Die Kaufmännischen Corporation war massgeblich bemüht um die Verbesserung der Rahmenbedingungen für den Exporthandel. Sie baute ein Zollfreilager in St. Gallen, eröffnete eine Schule für Mustergestalter und das heutige Textilmuseum. Ebenfalls war sie engagiert um die sogenannte Stickereibörse, eine Art Markt für Fabrikanten, Kaufleute, Fergger (Zwischenhändler), Sticker und Veredler.

### Weitere Entwicklungen
Einen weiteren Schub erhielt die Stickereiindustrie nach der Erfindung der Schifflistickmaschine durch den Oberuzwiler Isaak Gröbli im Jahre 1863. In der Firma Benninger in Uzwil wurde zunächst eine Versuchs-Schifflistickmaschine gebaut, die Weiterentwicklung und die Serienproduktion erfolgte dann bei Rieter in Winterthur. 1879 nahmen die Gebrüder Iklé die ersten Schifflistickmaschinen in St Gallen in Betrieb.

#### Erste Krise
Einen vorübergehenden schweren Rückschlag erlitt die St. Galler Stickerei um 1885 infolge Überproduktion in einer Zeit wirtschaftlicher Krisen. Die Aufträge brachen plötzlich stark ein, womit auch die Löhne stark fielen. Erst um 1898 erholte sich die Stickerei wieder durch verschiedene interne Reformen (Beschränkungen der maximalen Arbeitszeit, Einführung von Mindestlöhnen) und den Aufschwung der Weltwirtschaft.
Die Fabrikanten verfolgten wesentlich zwei verschiedene Interessen: Diejenigen, die sich auf den Export nach den Vereinigten Staaten konzentrierten, liessen vorzugsweise Massenware fertigen. Die alteingesessenen Exporthäuser bevorzugten jedoch möglichst komplizierte und kostspielige Kreationen, die sich an den Bedürfnissen der Pariser Haute Couture orientierten.

#### Erneute technische Entwicklung
Den letzten entscheidenden Schritt in der technischen Entwicklung der Stickerei machte 1898 die Erfindung des Schifflistickautomaten durch Arnold Gröbli, einem Sohn von Isaak Gröbli. Mit dieser Vorrichtung wird das Muster nicht mehr über den Pantographen, sondern über Lochkarten vorgegeben. Die ersten Automaten importierte man von der Vogtländischen Maschinenfabrik aus der sächsischen Stadt Plauen, bis Saurer in Arbon nach 1912 mit seiner Automaten-Konstruktion den technischen Anschluss fand und so die schweizerischen und vorarlbergischen Märkte beliefern konnte. Die Schiffli- und Handstickapparate starben trotz der nun deutlich erhöhten Produktion der Automaten nicht ganz aus, da sich die Vorbereitung der Stanzkarten mit den Mustern für kleine Serien oft nicht lohnte. Da die verschiedenen Stickereiprodukte teilweise ganz unterschiedlichen Anforderungen genügen mussten, wurden selbst 1945 für einige Bestellungen noch Handstickmaschinen verwendet, oder der Auftrag gänzlich von Hand gestickt.
Die grösste Blüte erlebte die St. Galler Stickerei in der Zeit vor dem Ersten Weltkrieg, etwa seit 1894. Die Stickereiexporte – es wurden etwa 95 % aller produzierten Stickereien exportiert – erreichten sowohl mengen- als auch wertmässig ihren Höhepunkt. Vergleicht man den Wert der exportierten Stickereien (1912: 219 Mio. Fr.) mit dem anderer Exportgüter wie Uhren (1911: 187 Mio.) und Seide (1911: 155 Mio.), zeigt sich auch die Bedeutung dieses Produktes für die ganze Schweizer Wirtschaft. Durch diesen Markt wurde St. Gallen zu einer der reichsten Städte der Schweiz und entsprechend prunkvoll wurde in dieser Zeit gebaut. Dies ist heute noch an den Erkern der Altstadt und an den repräsentativen Bauten der ehemaligen Stickereihandelshäuser zu sehen, die vorwiegend aus dieser Zeit stammen.

### Die grosse Krise und der Wiederaufstieg
| Jahr | Menge (Tonnen) | Wert (in 1000 Fr.) |
| ---- | -------------- | ------------------ |
| 1910 | 8917,1         | 204'064            |
| 1911 | 9259,3         | 215'390            |
| 1912 | 8940,7         | 218'889            |
| 1913 | 8918,2         | 209'743            |
| 1914 | 6719,5         | 157'600            |
| 1915 | 7224,3         | 181'664            |
| 1916 | 7371,3         | 230'205            |
| 1917 | 5427,4         | 227'270            |
| 1918 | 4352,0         | 276'098            |
| 1919 | 5694,7         | 410'036            |
| 1920 | 5335,7         | 391'858            |
| 1921 | 2574,1         | 126'094            |
| 1922 | 3494,3         | 143'200            |
| 1923 | 3861,2         | 153'011            |
| 1924 | 3587,7         | 156'608            |
| 1925 | 3088,2         | 129'130            |
| 1926 | 3232,1         | 119'288            |
| 1927 | 3279,8         | 116'283            |
| 1928 | 3173,4         | 109'733            |
| 1929 | 2444,3         | 88'234             |
| 1930 | 1735,0         | 65'111             |
| 1931 | 1372,1         | 49'173             |
| 1932 | 835,8          | 22'633             |
| 1933 | 944,2          | 21'120             |
| 1934 | 716,7          | 14'851             |
| 1935 | 630,8          | 12'252             |
| 1936 | 1020,6         | 15'848             |
| 1937 | 1255,2         | 26'882             |
| 1938 | 1178,6         | 25'480             |
| 1939 | 1396,6         | 28'372             |
| 1940 | 686,6          | 17'138             |

#### Zweite Krise
Der Niedergang der Stickereiindustrie begann 1914 mit dem Ausbruch des Ersten Weltkrieges. Die Nachfrage nach Luxusprodukten – zu diesen zählte die Stickerei immer – brach schlagartig ein, auch die Freihandelszonen existierten faktisch nicht mehr. Teilweise traten neutrale Staaten vermehrt als Abnehmer auf; das konnte die Absatzprobleme jedoch nur kurzfristig kompensieren. Zusätzlich zum erschwerten Export kamen auch noch deutliche Preisanstiege beim zu importierenden Garn. Um die Löhne einigermassen vor dem freien Fall zu bewahren, wurden jetzt auch Höchstarbeitszeiten und Mindestlöhne festgesetzt. Faktisch waren diese Massnahmen aber eher kontraproduktiv – nur wer bereit war, für weniger als den Mindestlohn zu arbeiten, wurde angestellt.
1917, noch mitten im Krieg, brachte dieser Konflikt vorübergehend eine überraschende Wende: Die Entente verbot den Export von Baumwollprodukten nach Deutschland, nicht aber den Export von Stickereien. Die Exporteure von Textilstoffen reagierten, indem sie jegliche Exporttextilien auf irgendeine Weise bestickten und somit als Stickerei verkauften. Ein Jahr später wurde auch der Verkauf von Stickereien nach Deutschland verboten, was auch das Ende des kurzen Aufschwungs bedeutete.
Der letzte kleine Aufschwung erfolgte 1919 nach Ende des Krieges, als der Wiederaufbau in den Kriegsländern die Nachfrage kurzfristig wieder steigen liess. Mit dem Beginn der Weltwirtschaftskrise traf dann das Ende der Blütezeit der St. Galler Stickerei ein.
Als auffälligste Auswirkung der folgenden Krise wird oft die Bevölkerungsentwicklung der Stadt St. Gallen zitiert. 1910–1930 sank die Wohnbevölkerung durch Abwanderung als Folge der Arbeitslosigkeit von 75'482 auf 64'079. Zwar nahmen die Stickereiexporte nach dem Krieg kurzfristig wieder zu, die Zeit der grössten Wirtschaftskrise für die Stadt begann aber spätestens 1920. Zwischen 1920 und 1937 reduzierte sich die Zahl der Stickmaschinen von über 13'000 auf unter 2'000. 1929 subventionierte die Schweizer Regierung eine Abbauaktion von Schifflistickmaschinen. Seit 1905 reduzierte sich die Zahl der Beschäftigten in der Stickereiindustrie um 65 %. 1940 waren nur noch 850 Handstickmaschinen, 350 Schifflistickmaschinen und 522 Stickautomaten funktionsfähig, ausgelastet waren weit weniger.
Der Stickereiexport erreichte den absoluten Tiefpunkt 1935 mit 640 Tonnen Ware (gegenüber 5'899 Tonnen im Jahr 1913). Bis 1937 stiegen die Stickerei-Exportumsätze jedoch erstmals wieder über 20 Millionen Schweizer Franken. Der Grossteil der in der Gegend in und um St. Gallen neu eröffneten 97 Industriebetriebe war in der Textilbranche tätig.

#### Nachkriegszeit
Die Krise der Textilindustrie traf die gesamte Ostschweiz schwer. Alternative Industrien gab es kaum, so blieben die Sticker und Stickerinnen arbeitslos. Auf dem Arbeitsmarkt gab es erst im wirtschaftlichen Aufschwung der 50er und 60er Jahre etwas Entspannung, als sich in der Ostschweiz langsam auch andere Industriezweige etablieren konnten. Die Wiederbelebungsversuche der Stickereiindustrie zeigten, dass durch die Entwicklung immer neuer Stickautomatenmodelle die Stickerei sehr kapitalintensiv und dadurch die Heimstickerei praktisch unmöglich wurde. In den 1970er Jahren kosteten Stickautomaten um die 750'000 SFR, während eine Handstickmaschine um die Jahrhundertwende 1899/1900 noch für ein paar Hundert Franken zu haben war.
Die Anzahl der in der Stickereiindustrie Beschäftigten nahm zunächst wieder langsam zu. Waren 1941 in den Kantonen St. Gallen, Appenzell Innerrhoden, Appenzell Ausserrhoden und Thurgau noch gesamthaft 4962 Menschen in der Stickerei beschäftigt, waren es 1960 wieder 7204. Durch die zunehmende Automatisierung brach 1970 danach die Zahl der Beschäftigten wieder auf 5951 ein. Die besonders stark von der Stickerei abhängigen Gebiete Appenzell Ausserrhodens hatten sich auch gegen Ende des 20. Jahrhunderts noch nicht vollständig erholt.

## Arbeitsverhältnisse

### Heimarbeit
War die Stickerei zur Zeit der Heim-Handarbeit vorwiegend oder sogar praktisch ausschliesslich Frauenarbeit, änderte sich das schlagartig mit der Einführung der Stickmaschinen. Die Arbeit an Maschinen war ausgesprochen Männersache, die Frau war jedoch nach wie vor als Gehilfin beschäftigt; sie kümmerte sich um den Austausch gebrochener Nadeln und das Einfädeln, wenn der Faden auslief. Wurden in der traditionellen Geschichtsschreibung die oben erwähnten Vorteile der Heimarbeit herausgehoben – 1877 schrieb etwa Dr. Wagner von der Schweizerischen Gemeinnützigen Gesellschaft bezogen auf die Fabrikarbeit: «Das grösste Elend unserer Zeit ist die Auflösung der Familie» – so wird heute darüber kritischer geurteilt. Erstens war die Entlöhnung der Heimarbeiter teilweise sehr schlecht und zweitens mussten oft auch Kinder und Grosseltern an der Stickmaschine mitarbeiten, um den Unterhalt für die Familie aufzubringen. Zwar bewohnte die Mehrheit der Heimarbeiter ein eigenes Haus mit guter Wohnqualität, aber dies galt oft nicht für die Arbeitslokale, da diese zuweilen in feuchten, schlecht belüfteten und ungenügend geheizten Räumen eingerichtet waren.
Besonders hervorgehoben wurde auch immer das Zusammenspiel zwischen der Textilindustrie und der Landwirtschaft. Die Bauern – so die Idealvorstellung – würden ihre freie Zeit produktiv einsetzen, Abwechslung haben, und könnten so ihr karges Einkommen aufbessern. Unbestritten galt das tatsächlich für einige Landwirtschaftsbetriebe. Allerdings war der Konkurrenzkampf unter Stickern sehr hart und die Maschinen oft mit hohen Krediten belastet, so dass dann für die Landwirtschaft meistens kaum mehr Zeit blieb. Die raue Arbeitsweise eines Landwirtes war für die in der Stickerei notwendige Feinarbeit auch nicht förderlich, so dass viele dieser Landwirtschafts-Stickbetriebe nur gröbere Arbeiten verrichten konnten. Ausgenommen davon war die von den Frauen ausgeführte reine Handstickerei, wie sie vorwiegend in Appenzell Innerrhoden bis weit ins 20. Jahrhundert hinein betrieben wurde.

## Löhne und Arbeitszeiten
In der Hochblüte waren die Löhne der Sticker akzeptabel, besonders für die selbstständigen Heimarbeiter. Dies obschon die Fergger und die Exporteure versuchten, die eigenen Profite zu maximieren, indem sie für (angebliche) Warenfehler Lohnabzüge reklamierten. Schlechter ging es da den Hilfskräften, die oft nur von der Hand in den Mund lebten.
Die Arbeitszeiten waren, vor allem bei grosser Nachfrage, sehr lang. Die praktisch ausschliesslich vom Export abhängige Stickerei war sehr anfällig auf Krisen. Sobald der Absatz stockte, ging der Lohn der Sticker teilweise rapide zurück. Da die Sticker, entsprechend ihrem Berufsbild als selbstständige, sehr stolze Arbeiter beschrieben werden, beschwerten sie sich üblicherweise nicht über geringere Einkommen. Auch an ihrem Äusseren liessen sie sich nichts ansehen, denn sie sparten bevorzugt bei ihrem Essen statt bei ihren Kleidern.

### Gesundheitliche Gefahren
Die Tagesarbeitszeit der Sticker betrug zwischen 10 und 14 Stunden, was auch oft zu gesundheitlichen Schäden wegen Überlastung der Muskulatur – die meisten Stickmaschinen waren noch immer von Hand zu bedienen – sowie Blutarmut oder Lungentuberkulose führte. Die Stellung des Stickers vor dem Pantographen war aus ergonomischer Sicht äusserst ungesund – des Stickers Brustkorb wurde teilweise schwer geschädigt und seine Wirbelsäule verkrümmt. 25 % aller Sticker wurden bereits bei der Musterung als dienstuntauglich eingestuft.
| Säuglingssterblichkeit im Kanton St. Gallen Anzahl Todesfälle im ersten Lebensjahr auf 1000 Lebendgeborene |            |         |
| Periode | St. Gallen | Schweiz |
| 1867–1870                                                                                                  | 272        | 210     |
| 1871–1875                                                                                                  | 252        | 198     |
| 1876–1880                                                                                                  | 232        | 188     |
| 1881–1885                                                                                                  | 209        | 171     |
| 1886–1890                                                                                                  | 182        | 159     |
| 1891–1895                                                                                                  | 164        | 158     |
| 1896–1900                                                                                                  | 145        | 143     |
| 1901–1905                                                                                                  | 149        | 134     |
| 1906–1910                                                                                                  | 128        | 115     |
| 1911–1914                                                                                                  | 111        | 101     |
| 1936–1940                                                                                                  | 45         | 45      |
| 1951–1955                                                                                                  | 27         | 29      |
| 1988–1991                                                                                                  | 7          | 7       |

Die Säuglingssterblichkeit war in den nördlichen, industrialisierten Bezirken des Kantons St. Gallen noch in der zweiten Hälfte des 19. Jahrhunderts ausserordentlich hoch (siehe Tabelle). Einer der Gründe dafür war, dass die Frauen nach der Geburt der Kinder so schnell wie möglich wieder in den Arbeitsprozess integriert werden sollten, da ihre Arbeit benötigt war. So wurden die Kinder oft zu früh abgestillt, was zu Magen-Darm-Entzündungen führte, woran Säuglinge oft starben.

### Aufklärung in Hygiene
Verschiedene Mediziner begannen mit Aufklärung in den Bereichen Hygiene, Ernährungsberatung und Kinderpflege den herrschenden Missständen entgegenzuwirken – mit messbarem Erfolg. Durch die Hygiene-Schulung besonders auch der Lehrer und die Einstellung spezieller Schulärzte zur Überwachung derselben wurde das Hygienebewusstsein der Bevölkerung nachhaltig verbessert. Mit Zeitungsartikeln, Ratgebern, Vorträgen und Kursen wurden die Mütter zum bürgerlichen Idealbild erzogen, wonach es ein «heiliger Beruf» sei, Hausfrau und Mutter zu sein und sich in den Dienst ihres «erträumten Kindes zu stellen». Noch zu Beginn des 20. Jahrhunderts standen diesem Idealbild die harten Arbeitsbedingungen der Textilindustrie entgegen, weshalb sich Ärzte wie z. B. Frida Imboden-Kaiser für den Aufbau von Beratungsstellen für werdende Mütter und für die Säuglingspflege engagierten.
Neben der äusseren Reinlichkeit galt die Aufmerksamkeit der Ärzte auch der «Hygiene des Magens», also der Ernährung. Milchprodukte und Fleisch wurden als gesunde Produkte angepriesen, Genussmittel und Kohlenhydrate kamen in Verruf. Dies kam der Landwirtschaft entgegen, die sich so vermehrt auf die Viehwirtschaft konzentrierte. Auch der bis anhin völlig normale Konsum teilweise grosser Mengen Alkohol wurde bekämpft.

## Die Stickerei heute

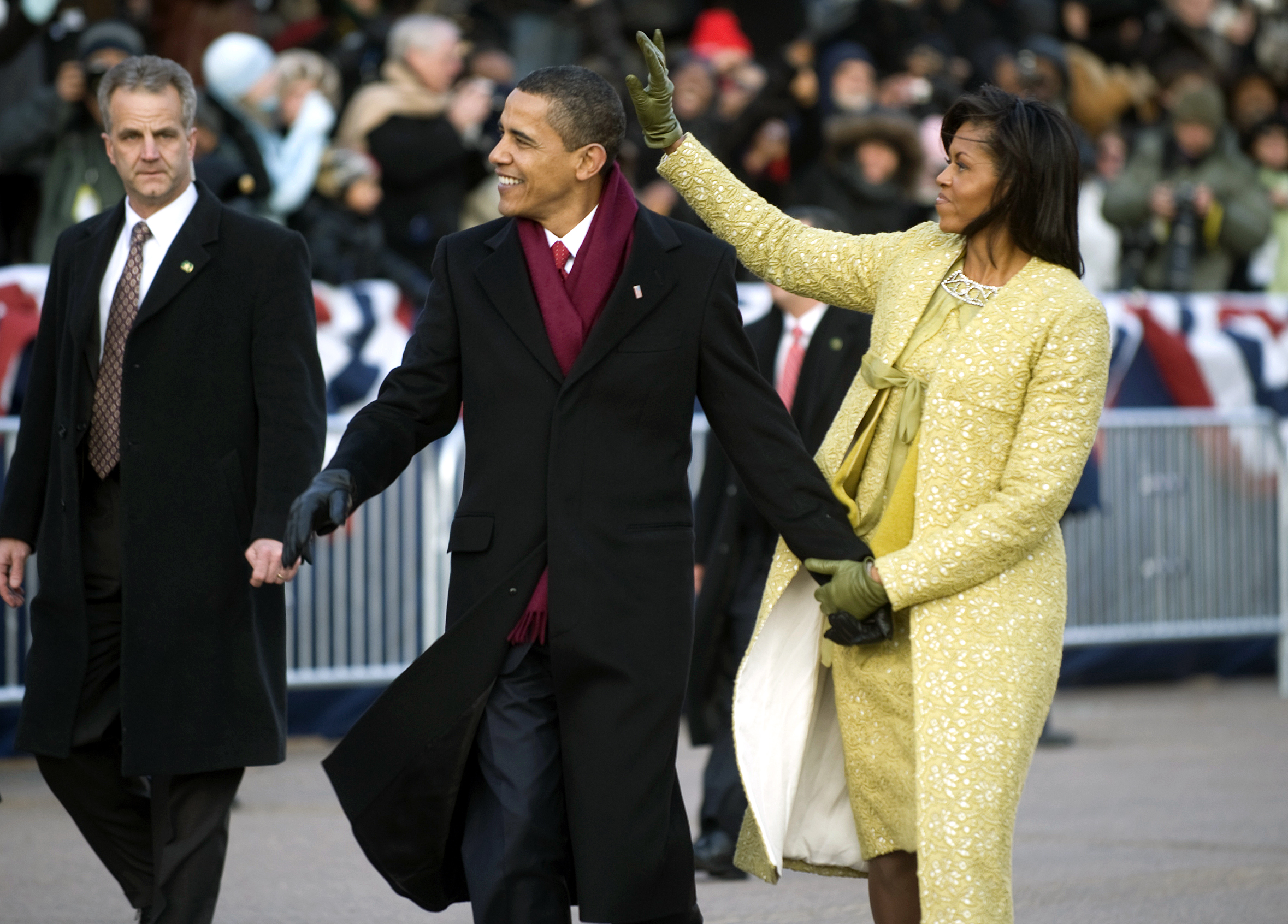
Michelle Obama in St. Galler Stickerei der Firma Forster Rohner AG während der Amtseinführung ihres Mannes

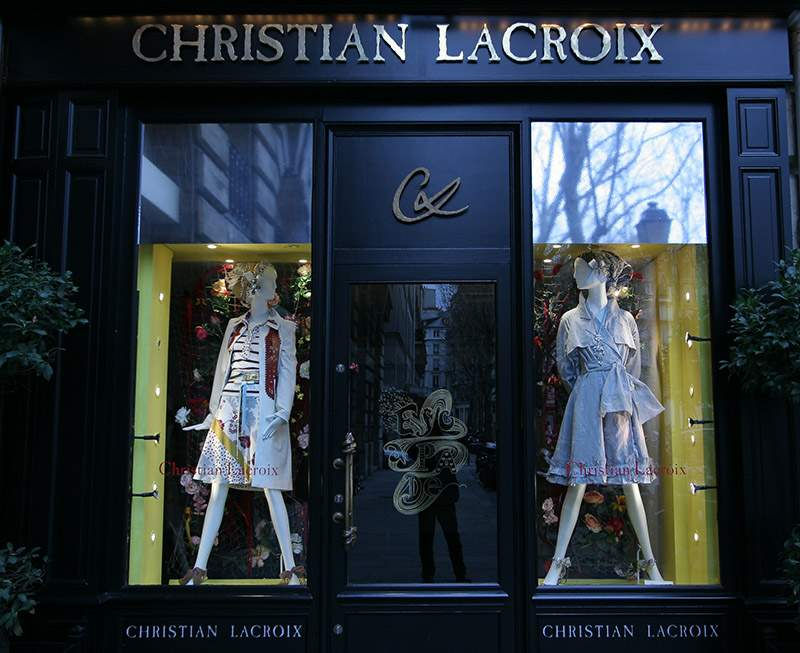
Schaufenster einer Boutique von Christian Lacroix in Paris

Obwohl die Stickerei für die Region längst nicht mehr die Bedeutung hat wie zu Beginn des letzten Jahrhunderts, ist sie heute immer noch ein Wirtschaftsfaktor. Besonders auch Stickereimaschinenfabriken wie die Benninger AG gehören zu den grösseren Arbeitgebern der Region. Grosse Namen wie Pierre Cardin, Chanel, Christian Dior, Giorgio Armani, Emanuel Ungaro, Hubert de Givenchy, Christian Lacroix, Nina Ricci, Lecoanet Hemant und Yves Saint Laurent verarbeiten Spitzen aus St. Gallen. Kaum eine bedeutende Modenschau der Welt verzichtet auf die Präsentation entsprechender Kreationen.

### Auswirkungen auf die Stadt St. Gallen
Die grosse Blüte der Stickerei und der damit verbundene Reichtum prägten auch das Stadtbild St. Gallens nachhaltig. Aus heutiger Sicht kann man sagen, dass die Stadt um 1920 – abgesehen von den später erweiterten Aussenquartieren – gebaut war. Die Jugendstil- und Neurenaissancebauten aus der Zeit zwischen 1880 und 1930 definieren das Bild der in dieser Zeit gebauten Industriequartiere um die Altstadt. Die Namen dieser ehemaligen Geschäftspaläste lassen die einstige Bedeutung des Welthandels für die Stadt noch erahnen: Pacific, Oceanic, Atlantic, Chicago, Britannia, Washington, Florida…
Heute gibt es nur noch wenige Firmen, die St. Galler Stickerei produzieren. Praktisch nur noch computergesteuerte Stickautomaten kommen zum Einsatz. In der Ostschweiz ist die Zeit der Handstickerei endgültig vorbei. 2010 gab es noch einen einzigen Handsticker, der seine Maschine (Baujahr um 1870) professionell einsetzte.
In der „Gallusstadt“ selbst werden Stickereierzeugnisse neben den traditionellen Modenschauen am CSIO und an der St. Galler Frühlings- und Trendmesse OFFA am St. Galler Kinderfest präsentiert. Dieses Fest verdankt einen grossen Teil seiner Bedeutung und seines Charakters der Stickerei.